# Antonello Satta

Satta con Mialinu Pira

Antonello Satta (Gavoi, 9 febbraio 1929 – Cagliari, 15 gennaio 2003) è stato un giornalista e scrittore italiano.

## Biografia
Di simpatie comuniste, milita nel movimento del neosardismo e si occupa del destino del sardo. È stato direttore di testate giornalistiche come Sardegna Oggi, Il Giornale e Nazione Sarda, nonché direttore editoriale della Jaca Book.
Ha tradotto in italiano poeti rumeni contemporanei. 
Dal 1949 suoi articoli sono apparsi su L'Unità e su Nazione Sarda.
Negli anni settanta fu con Eliseo Spiga fondatore e organizzatore del circolo culturale Città e Campagna.
La sua tomba a Settimo San Pietro è stata realizzata da Pinuccio Sciola. A Satta e al fratello Pietro è dedicata la biblioteca comunale di Gavoi.

## Opere
- Cronache del sottosuolo. La Barbagia, Jaca Book, Milano, 1991
- (SC)  Sa scomuniga de predi Antiogu arrettori de Masuddas: edizione critica, Edizioni Della Torre, 1983
- Opere: "Politica e istituzioni" - Identità e sottosuolo", a cura di Alberto Contu, Condaghes, 2009
- Alcuni tratti caratteristici della identità dei sardi in Emilio Lussu scrittore, in Enzo Enriques Agnoletti, Giulio Angioni et al.,[3] Convegno di Studi, Nuoro 25-27 aprile 1980, Nuoro, ISRE e Regione Autonoma della Sardegna, 1983
- (SC)  Istoria de Cantoni Buttu e de sos cantadores a ballu, Ed. Domus de Janas, 2005